# Santiago Jocotepec
Santiago Jocotepec là một đô thị thuộc bang Oaxaca, México. Năm 2005, dân số của đô thị này là 12423 người.